# Crathiorada fasciata
Crathiorada fasciata là một loài tò vò trong họ Ichneumonidae.